# Александар Егер
Александар Егер (итал. Alexander Egger — Болцано, 22. децембар 1979) професионални је италијански хокејаш на леду који игра на позицији одбрамбеног играча.
Готово целу каријеру коју је започео још 1997. провео је у екипи Болцана са којом је освојио 4 титуле првака Италије, 3 Суперкупа и 2 Купа Италије, те титулу победника ЕБЕЛ лиге у сезони 2013/14.
У дресу сениорске репрезентације Италије дебитовао је на првенству прве дивизије 2003. године.
Његов брат близанац Паоло такође је професионални хокејаш.